# Media tensión eléctrica
Media tensión eléctrica es el término que se usa para referirse a instalaciones eléctricas con tensión nominal de entre 1 y 36 kV.

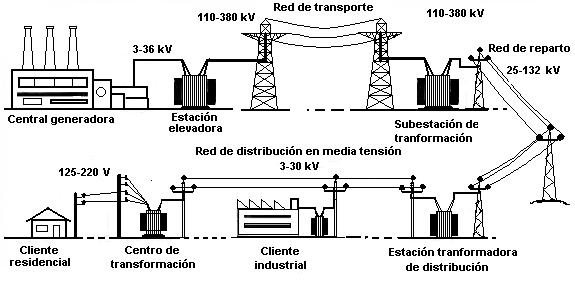
Sistema de suministro eléctrico.

De hecho, son consideradas como instalaciones de Alta Tensión, y deben de tratarse como tal. Según la reglamentación de España, las instalaciones de media tensión, son instalaciones de Alta Tensión de 3.ª categoría
En algunos países, como Colombia, o Argentina, se pueden considerar instalación de media tensión algunas de tensión superior a 36 kV.

## Usos de la media tensión

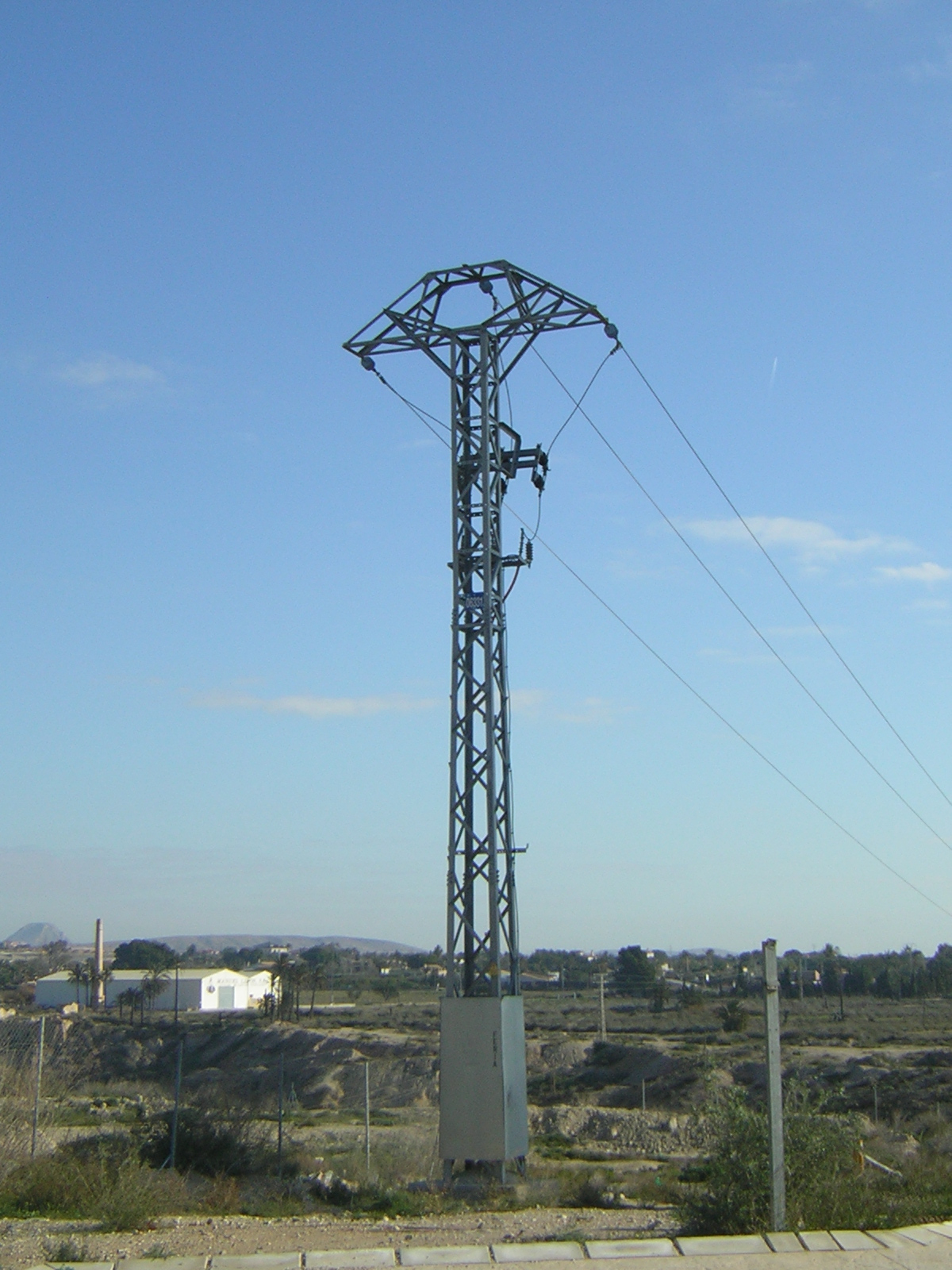
Distribución eléctrica en media tensión (20 kV). Apoyo de anclaje donde la línea aérea pasa a línea subterránea.

### Producción
Los alternadores de las centrales eléctricas generan energía eléctrica en un rango de tensiones entre 10 y 20 kV.

### Distribución
En las subestaciones se reducen las tensiones de transporte o transmisión, normalmente mayores a 132 kV a tensiones entre 10 y 30 kV. En las subestaciones de reparto se reducen las tensiones de distribución o reparto, normalmente entre 36 y 132 kV a tensiones entre 10 y 30 kV.
Las líneas de distribución en media tensión pueden ser aéreas o subterráneas. Suelen transportar cargas de unas pocas decenas de megavatios, con intensidades que no suelen superar los 400 A. Estas líneas alimentan a centros de transformación de compañía (propiedad de la empresa responsable de la distribución en la zona) o de cliente.
Los apoyos de las líneas aéreas suelen ser de media altura, aproximadamente 7 metros, con un único conductor por fase, y hasta 4 circuitos por apoyo..
Las líneas subterráneas suelen estar formadas por cable con aislamiento seco o papel impregnado en aceite (ya en desuso).

### Alimentación de clientes industriales y terciarios
Habitualmente, los grandes clientes demandan de la red una potencia elevada, que no puede ser suministrada en baja tensión. En estos casos, los clientes contratan el suministro directamente en media tensión, que alimenta a uno o varios centros de transformación de su propiedad.
Este tipo de clientes suelen ser, entre otros: Industrias, hospitales, centros comerciales y aeropuertos.
En España, los clientes de media tensión se corresponden a las siguientes tarifas de acceso:
- Tarifa 3.1: Tarifa específica de tres periodos para clientes entre 1 y 36 kV y con potencia contratada inferior a 450 kW.
- Tarifa 6.1A: Tarifa general para clientes entre 1 y 30 kV y con potencia contratada superior a 450 kW.
- Tarifa 6.1B: Tarifa general para clientes entre 30 y 36 kV y con potencia contratada superior a 450 kW.

## Medidas de seguridad
Ante todo, una instalación de media tensión es un tipo particular de instalación de alta tensión, y por ello, las medidas de seguridad y procedimientos de trabajo son casi idénticos, variando únicamente las distancias de seguridad.

### Trabajos sin tensión
Para trabajar en una instalación de media tensión, debe encontrarse sin tensión y en descargo, tras haber aplicado las 5 reglas de oro.
- 1. Desconexión con corte efectivo.
- 2. Bloqueo y señalización de las posibles fuentes de tensión.
- 3. Verificar ausencia de tensión.
- 4. Puesta a tierra y en cortocircuito de todos los conductores activos.
- 5. Señalización de la zona de trabajo.

Una vez aplicadas las 5 reglas de oro, se considera que el circuito está en descargo (aterrizado en Latinoamérica), y ya es apto para realizar trabajos sin tensión en él.

### Trabajos en tensión
En determinadas circunstancias, y para asegurar la continuidad del suministro, es necesario realizar intervenciones en las instalaciones con técnicas de trabajos en tensión. Estas intervenciones son efectuadas por personal y empresas con una alta cualificación técnica y debidamente habilitados para ello.
Los trabajos en tensión requieren de la redacción de un procedimiento por escrito y pueden utilizarse los siguientes métodos de trabajo:
- A potencial.
- A distancia.
- En contacto.

En líneas de media tensión es habitual usar métodos a distancia.